# Organismes de bassins versants du Québec

Logo

Un organisme de bassin versant du Québec est un organisme sans but lucratif (OSBL) québécois faisant office de table de concertation où prennent place des représentants de tous les acteurs de l’eau d’un bassin versant. 

## Description
À cette table, siègent municipalités, municipalités régionales de comté (MRC), usagers (dont fait partie l'industrie agricole par exemple), groupes environnementaux et citoyens ainsi que des représentants du gouvernement provincial bien qu'ils n'aient pas de droit de vote.

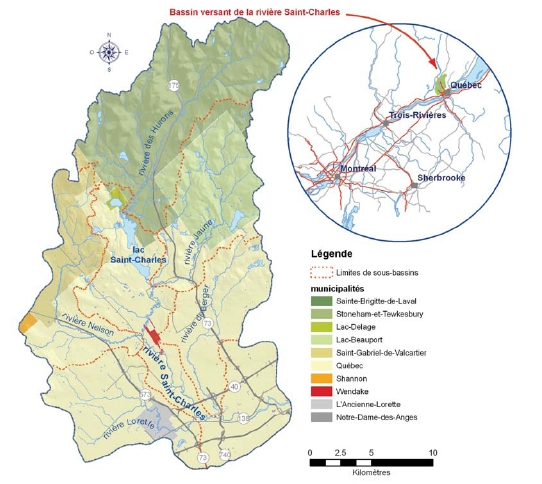
Carte du bassin versant de la rivière Saint-Charles.

L'OBV fonctionne sous les principes de la gouvernance participative ainsi que de la gestion intégrée de l'eau. Cette dernière stipule que la planification des activités réalisées dans un bassin versant doit tenir compte de l'ensemble des usagers de l'eau en plus de considérer l'impact que ces usagers pourraient avoir sur d'autres usagers ou sur leur milieu. 
La gouvernance participative quant à elle considère les communautés locales comme étant mieux placées pour gérer un bassin que l'État. Le rôle de ce dernier devient plutôt d'orienter et guider l'action collective.
Le principal mandat d'un OBV est de rédiger (et mettre à jour) le «plan directeur de l'eau» (PDE). Il contient le portrait et le diagnostic du bassin, la liste de ses enjeux ainsi qu'une orientation et un plan d'action. Le ministère de l'Environnement assiste d'abord l'organisme en lui proposant l'expertise et les ressources requises à fin de prélever des données sur le terrain. À l'aide de ces données, des revendications de ses membres et du résultat d'une consultation populaire, l'OBV doit ensuite rédiger le PDE ainsi que déterminer ses modalités de mise en œuvre.

## Cadre politique
La gestion intégrée de l’eau par bassin versant est apparue au Québec en 2002, sous le gouvernement Bernard Landry avec la Politique Nationale de l’eau. Cela a d’abord permis de désigner 33 bassins versants jugés prioritaires. Le cadre légal est réaffirmé en 2009 sous le gouvernement Jean Charest avec la création de la   « Loi affirmant le caractère collective des ressources en eau et visant à leur protection, LQ 2009, c21 » (Loi sur l’eau) qui vient définir le mandat des OBV de rédiger leur PDE et de mettre en place une table de concertation dans leur milieu, en plus de mettre en œuvre des activités éducatives et de sensibilisation. On procède alors à un redécoupage des territoires de gestion de l'eau, afin d'y inclure tous les bassins affluents du fleuve Saint-Laurent, ce qui élève le nombre total d'OBV à 40.
À la suite d'une mise à jour de la Loi sur l’eau en 2017, celle-ci est dès lors nommée « Loi affirmant le caractère collectif des ressources en eau et favorisant une meilleure gouvernance de l’eau et des milieux associés, RLRQ c C-6.2 ». La même année est créée la « Loi concernant la conservation des milieux humides et hydriques, LQ 2017, c 14 » qui demande que les PDE des OBV définissent des objectifs et des mesures de conservation des milieux humides et hydriques en concertation avec les acteurs de l’eau et que les OBV soient consultés par les MRC dans la mise en oeuvre des plans régionaux des milieux humides. 
La stratégie québécoise de l’eau (2018-2030) met de l’avant le rôle centrale des OBV dans la planification de la gestion intégrée de l’eau au Québec, ainsi que leur proximité avec les citoyens. La stratégie interpelle entre autres les OBV dans le déploiement de campagnes d’informations publiques et d’éducation citoyenne.

## Liste des organismes de bassins versants du Québec
|    | Nom                                                                                               | Année de création | Bassins versants principaux | Site web                               |
| -- | ------------------------------------------------------------------------------------------------- | ----------------- | --- | -------------------------------------- |
| 1  | Organisme de bassin versant Abitibi-Jamésie (OBVAJ)                                               | 2005              | Rivière Abitibi Rivière Harricana Rivière Bell | http://obvaj.org/                      |
| 2  | Organisme de bassin versant du Témiscamingue (OBVT)                                               | 2010              | Lac Témiscamingue Rivière des Outaouais | https://obvt.ca/                       |
| 3  | Agence de bassin versant des 7 (ABV des 7)                                                        | 2004              | Rivière Gatineau Rivière Blanche Ouest Rivière Coulonge Rivière Dumoine Rivière Noire Rivière Quyon Rivière des Outaouais                                                                          | http://abv7.org/                       |
| 4  | Comité du bassin versant de la rivière du Lièvre (COBALI)                                         | 2000              | Rivière du Lièvre Rivière Blanche | https://www.cobali.org/                |
| 5  | Organisme de bassins versants des rivières Rouge, Petite Nation et Saumon (OBVRPNS)               | 2009              | Rivière Rouge Rivière Petite Nation Rivière Saumon | https://www.rpns.ca/                   |
| 6  | Organisme de bassin versant de la rivière du Nord (ABRINORD)                                      | 2003              | Rivière du Nord | https://www.abrinord.qc.ca/            |
| 7  | Conseil du bassin versant de la région de Vaudreuil- Soulanges (COVABER-VS)                       | 2009              | Rivière Delisle Rivière à la Raquette Rivière Rigaud Rivière Rouge Rivière à la Graisse Rivière Beaudette Rivière Quinchien                                                                        | https://www.cobaver-vs.org/fr/         |
| 8  | Conseil des bassins versants des Mille-Îles (COBAMIL)                                             | 2010              | Rivière des Mille Îles Rivière Mascouche Rivière aux Chiens Rivière du Chêne Rivière du Chicot Ruisseau Rousse Lac des Deux Montagnes                                                              | https://cobamil.ca/                    |
| 9  | Corporation de l'Aménagement de la Rivière de l'Assomption (CARA)                                 | 1983              | Rivière l'Assomption | https://www.cara.qc.ca/                |
| 10 | Organisme des bassins versants de la Zone Bayonne (OBVZB)                                         | 2005              | Rivière Bayonne Rivière Saint-Joseph Rivière la Chaloupe Rivière Chicot Rivière Bois-Blanc Rivière Cachée                                                                                          | https://www.zonebayonne.com/indexB.php |
| 11 | Association pour la gestion intégrée de la rivière Maskinongé (AGIR Maskinongé)                   | 2004              | Rivière Maskinongé | https://www.agirmaskinonge.com/        |
| 12 | Organisme de bassins versants des rivières du Loup et des Yamachiche (OBVRLY)                     | 2004              | Rivière du Loup Rivière Yamachiche | https://www.obvrly.ca/                 |
| 13 | Bassin Versant Saint-Maurice (BVSM)                                                               | 1991              | Rivière Saint-Maurice | https://www.bvsm.ca/                   |
| 14 | Société d'aménagement et de mise en valeur du bassin de la Batiscan (SAMBBA)                      | 2000              | Rivière Batiscan Rivière Champlain | http://sambba.qc.ca/                   |
| 15 | Organisme de bassin versant : rivières Sainte-Anne, Portneuf et secteur de la Chevrotière (CAPSA) | 1985              | Rivière Sainte-Anne Rivière Portneuf Rivière La Chevrotière Rivière Belle-Isle Rivière du Moulin                                                                                                   | https://www.capsa-org.com/             |
| 16 | Organisme des bassins versants de la Capitale (OBV-Capitale)                                      | 2002              | Rivière Saint-Charles Rivière Beauport Rivière du Cap Rouge Lac Saint-Augustin | http://www.obvcapitale.org/            |
| 17 | Corporation du bassin de la Jacques-Cartier (CBJC)                                                | 1979              | Rivière Jacques-Cartier | https://www.cbjc.org/                  |
| 18 | Organisme de bassins versants Charlevoix Montmorency (OBV-CM)                                     | 2000              | Rivière Montmorency Rivière Sainte-Anne-du-Nord Rivière du Gouffre Rivière Malbaie Rivière Jean-Noël                                                                                               | https://charlevoixmontmorency.ca/      |
| 19 | Organisme de bassin versant du Saguenay (OBVS)                                                    | 2009              | Rivière Saguenay | https://www.obvsaguenay.org/           |
| 20 | Organisme de bassin versant Lac-Saint-Jean (OBVLSJ)                                               | 2009              | Lac-Saint-Jean | https://www.obvlacstjean.org/          |
| 21 | Organisme des bassins versants de la Haute-Côte-Nord (OBVHCN)                                     | 1996              | Rivière des Escoumins Rivière Betsiamites Rivière du Sault au Mouton Rivière du Sault au Cochons Rivière Portneuf Rivière Laval                                                                    | https://obvhautecotenord.org/          |
| 22 | Organisme de bassins versants Manicouagan (OBVM)                                                  | 1999              | Rivière Manicouagan Rivière aux Anglais Rivière aux Outardes Rivière Franquelin Rivière Godbout Rivière de la Trinité                                                                              | https://www.obvm.org/                  |
| 23 | Organisme de bassins versants Duplessis (OBVD)                                                    | 2010              | Rivière Moisie Rivière Romaine Rivière du Petit Mécatina Rivière Magpie Rivière Natashquan Rivière Pentecôte Rivière aux Rochers Rivière Aguanish Rivière Saint-Augustin Rivière Sainte-Marguerite | https://obvd.qc.ca/                    |
| 24 | Société de conservation et d'aménagement du bassin de la rivière Châteauguay (SCABRIC)            | 1993              | Rivière Châteauguay Rivière Saint-Louis Rivière Saint-Jacques Rivière de la Tortue Rivière Saint-Régis                                                                                             | https://www.scabric.ca/                |
| 25 | Comité de concertation et de valorisation du bassin de la rivière Richelieu (COVABAR)             | 1988              | Rivière Richelieu | https://covabar.qc.ca/                 |
| 26 | Organisme de bassin versant de la baie Missisquoi (OBVBM)                                         | 1999              | Baie Missisquoi Rivière Missisquoi Rivière aux Brochets Rivière de la Roche | http://www.obvbm.org/                  |
| 27 | Organisme de bassin versant de la Yamaska (OBV Yamaska)                                           | 1999              | Rivière Yamaska | https://obv-yamaska.qc.ca/             |
| 28 | Conseil de gouvernance de l'eau des bassins versants de la rivière Saint-François (COGESAF)       | 2002              | Rivière Saint-François | http://cogesaf.qc.ca/                  |
| 29 | Organisme de concertation pour l'eau des bassins versants de la rivière Nicolet (COPERNIC)        | 2002              | Rivière Nicolet | https://www.copernicinfo.qc.ca/        |
| 30 | Groupe de concertation du bassin de la rivière Bécancour (GROBEC)                                 | 2003              | Rivière Bécancour Rivière Gentilly Petite rivière du Chêne Rivière aux Orignaux Rivière Marguerite                                                                                                 | http://www.grobec.org/                 |
| 31 | Organisme de bassins versants de la zone du Chêne (OBV du Chêne)                                  | 2007              | Rivière du Chêne Rivière Aulneuse Rivière Beaudet | http://www.obvduchene.org/             |
| 32 | Comité de bassin de la rivière Chaudière (COBARIC)                                                | 1994              | Rivière Chaudière | https://cobaric.qc.ca/                 |
| 33 | Conseil de bassin de la rivière Etchemin (CBE)                                                    | 2000              | Rivière Etchemin | https://cbetchemin.qc.ca/              |
| 34 | Organisme des Bassins Versants de la Côte-du-Sud (OBV Côte-du-Sud)                                | 2009              | Rivière du Sud Rivière Boyer Rivière Trois Saumons | https://obvcotedusud.org/              |
| 35 | Organisme de bassins versants Kamouraska, L'Islet, Rivière-du-Loup (OBAKIR)                       | 2009              | Rivière Ouelle Rivière Kamouraska Rivière du Loup Rivière Verte | http://www.obakir.qc.ca/               |
| 36 | Organisme de bassin versant du fleuve Saint-Jean (OBVFSJ)                                         | 2010              | Fleuve Saint-Jean | https://obvfleuvestjean.com/           |
| 37 | Organisme des bassins versants du nord-est du Bas- Saint-Laurent (OBVNEBSL)                       | 2009              | Rivière Matane Rivière Mitis Rivière Rimouski Rivière des Trois-Pistoles | https://obv.nordestbsl.org/            |
| 38 | Organisme de bassin versant Matapédia-Restigouche (OBVMR)                                         | 2003              | Rivière Matapédia Rivière Restigouche | https://www.matapediarestigouche.org/  |
| 39 | Conseil de l'eau Gaspésie Sud (CEGS)                                                              | 2003              | Rivière Bonaventure Rivière Nouvelle Rivière Cascapédia Petite rivière Cascapédia La Grande-Rivière                                                                                                | https://eaugaspesiesud.org/            |
| 40 | Conseil de l'Eau du Nord de la Gaspésie (CENG)                                                    | 2010              | Rivière Sainte-Anne Rivière Cap-Chat Rivière York Rivière Madeleine Rivière Saint-Jean | https://conseileaunordgaspesie.ca/     |